# Daniel C. Burbank
Daniel Christopher Burbank, född 27 juli 1961 i Manchester, Connecticut, är en amerikansk astronaut uttagen i astronautgrupp 16 den 5 december 1996

## Rymdfärder
- Atlantis - STS-106
- Atlantis - STS-115